# 高越
高越，號抑齋，凤阳人，明朝政治人物。
弘治十七年（1504年）甲子科舉人，授監察御史。嘉靖二年（1523年），任福建泉州府知府。